# Svatopluk Innemann
Svatopluk Innemann, né le 18 février 1896 à Laibach (Autriche-Hongrie) et mort le 30 octobre 1945 à Klecany (Tchécoslovaquie), est un acteur, directeur de la photographie et réalisateur tchécoslovaque.

## Filmographie partielle
- 1929 : Nevinátka
- 1932 : Le Chansonnier (Písničkář)

## Crédit d'auteurs
- (en) Cet article est partiellement ou en totalité issu de l’article de Wikipédia en anglais intitulé « Svatopluk Innemann » (voir la liste des auteurs).